# 1900년 하계 올림픽 펜싱 남자 아마추어 마스터 에페
1900년 하계 올림픽 펜싱 남자 아마추어 마스터 에페는 프랑스 파리에서 개최된 1900년 하계 올림픽 펜싱의 세부 종목이다. 6월 15일에 2개국에서 8명의 선수가 참가하였다.

## 경기 결과
경기는 리그전으로 진행되었다.
| 순위 | 선수                         | 승 | 패 | 비고       |
| ---- | ---------------------------- | -- | -- | ---------- |
| 1    | 알베르 로베르 아야 (FRA)     | 7  | 0  | 프로페셔널 |
| 2    | 라몬 폰스트 (CUB)            | 6  | 1  | 아마추어   |
| 3    | 레옹 세 (FRA)                | 4  | 3  | 아마추어   |
| 4    | 조르주 드 라 팔레스 (FRA)    | 3  | 4  | 아마추어   |
| 5    | 에밀 부놀 (FRA)              | 2  | 5  | 프로페셔널 |
| 5    | 이폴리트 자크 이베르노 (FRA) | 2  | 5  | 프로페셔널 |
| 5    | 앙리 로렝 (FRA)              | 2  | 5  | 프로페셔널 |
| 5    | 루이 페레 (FRA)              | 2  | 5  | 아마추어   |

## 메달리스트
| 종목                      | 금                          | 은                 | 동               |
| ------------------------- | --------------------------- | ------------------ | ---------------- |
| 남자 아마추어 마스터 에페 | 알베르 로베르 아야 · 프랑스 | 라몬 폰스트 · 쿠바 | 레옹 세 · 프랑스 |

## 참고 문헌
- 국제 올림픽 위원회 - 1900년 하계 올림픽 펜싱 경기 결과 (영어)
- De Wael, Herman. 《Herman's Full Olympians: "Fencing 1900"》. 2016년 3월 3일에 원본 문서에서 보존된 문서. 2006년 1월 10일에 확인함.
- Mallon, Bill (1998). 《The 1900 Olympic Games, Results for All Competitors in All Events, with Commentary》. Jefferson, North Carolina: McFarland & Company, Inc., Publishers. ISBN 0-7864-0378-0.